# Fundación de Talca
Fundación San Agustín de Talca el 12 de mayo de 1742, ordenada su fundación por el Gobernador Real de Chile, José Antonio Manso de Velasco y posterior Ciudad de Talca el 6 de junio de 1796, Real cédula de Carlos IV de España, Gobernador Real de Chile, Ambrosio O'Higgins y el corregidor de Talca Vicente de la Cruz y Bahamonde.

## Origen
El periodo de 14 años que separa el desastre de Curalaba (23 de diciembre de 1598) y el ensayo de guerra defensiva (26 de mayo de 1612) es el de mayor violencia que registra la historia de Chile y en cierto modo el más trascendental de la colonia. En cinco años desaparecieron barridas por lo mapuches o abandonadas por los españoles, las siete ciudades situadas al sur del Bio Bio: Santa Cruz de Oñez, Arauco, Angol, La Imperial, Valdivia, Osorno y Villarrica. La extensa zona que en el designio de Pedro de Valdivia haber formado el núcleo nacional del nuevo país, se perdía por más de dos siglos como elemento activo en su desarrollo. Unos mil españoles perecieron en la empresa y más de cuatrocientas mujeres y niños españoles y mestizos, apresados por los vencedores, apuntalaron con su sangre la vitalidad ascensional del pueblo mapuche y la otra mitad del cercenado territorio atravesó por una larga crisis moral, que llegó con la creciente miseria a poner en dura prueba su propio sentido de supervivencia.
El desastre de Curalaba y la guerra defensiva, que fue su natural consecuencia, moldearon el carácter de la historia chilena de manera definitiva, como señaló Vicuña Mackenna, al permitir al pueblo araucano, luego de reponerse prolongar la lucha durante dos siglos y medio más. De aquí surgió una evolución colonial distinta substancialmente de la de los demás pueblos americanos.

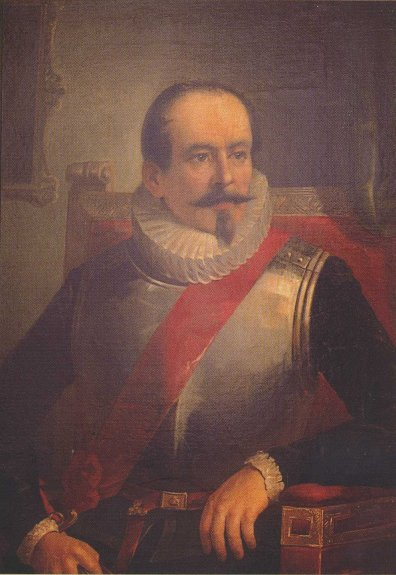
Alonso de Ribera

De estas tropas españolas comandadas por el Gobernador Alonso de Rivera (llegó el 11 de febrero de 1601 a la Guerra de Arauco y murió en Concepción en 1617) sirvió el capitán don Gil de Vilches y Aragón. Este joven nacido en 1581 en la ciudad de Baeza (España), llegó a la guerra de Arauco en 1598 a los 17 años de edad. Era hijo de Juan de Vilches y Collados y de doña María de Aragón, ambos con hidalguía demostrada. 
El historiador don Diego de Rosales le cita:  

que siendo ayudante mayor del ejército mándele el Mariscal de Campo Pedro Cortes, a averiguar el autor de ciertos robos hechos a un auxiliar de Arauco, sobre un bando publicado con la pena de la vida al que robase en la plaza, y que descubierto el autor, le ahorcase. Se practicó la diligencia, negada la verdad por el cómplice, presumiendo lo fuese el soldado Alonso Ranquel, que no se escusa en forma, lo mandó a ahorcar; pero la Virgen Santísima Nuestra Señora lo sostuvo libre de la soga y al descolgarlo lo hallaron sano, y entrando de jesuita fue un santo, en cuya opinión murió.

En 1609 ya con 28 años , consiguió situación por sus servicios de capitán cuando se le otorga la siguiente merced dada el 18 de agosto de 1609

«En el sitio llamado Talcamo, en el rio Claro, entre la estancia de Arroyo y de don Jorge, donde antiguamente solían estar los indios de Ahumada», Allí construyó don Gil sus casas, a la que les dio todas las comodidades necesarias. Eran varias piezas, con una sala principal y una capilla con ricos ornamentos. Se hallaban en ellas buenos muebles y rico servicio de plata. En la sala principal coloco su retrato, el cual, según documentos de la época, está puesto junto al de la Señora de la Visitación. Numerosos servidores, esclavos e indios yanaconas, se ocupaban de las tareas domésticas dando a su mansión todo el decoro y opulencia propia de un conquistador afortunado y distinguido.

Contrajo matrimonio con doña Isabel de Mendoza y Valdivia, de la cual no tuvo sucesión, pero continuó su apellido con hijos naturales. Ocupó el cargo de corregidor del partido del Maule desde 1632 a 1634. En 1641, alcanzando la edad de 60 años, dio poder a su esposa para testar, la nombró su heredera universal y que después de sus días, pasaran sus bienes a la comunidad agustina, con la condición 

de que dieran los terrenos necesarios para cuando S. M. deseara fundar una Ciudad, villa o lugar

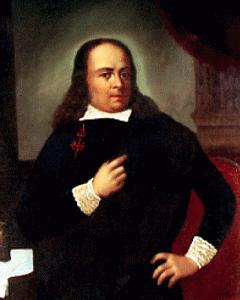
Tomás Marín González de Poveda

El capitán don Gil de Vilches y Aragón se le considera el primer español asentado con toda propiedad en las tierras de Talcamo, posteriormente llamada Talca. Su viuda Doña Isabel de Mendoza y Valdivia, en sus últimos años de vida fue monja en el convento de las Agustinas de Santiago. Ella el día 3 de julio de 1651, como monja novicia, hizo comparecer al escribano y mandó fundar un convento agustino en su estancia de Talca. Después del alzamiento general de febrero de 1655 en la guerra de Arauco, buscaron refugios los españoles en la ribera norte del río Maule, donde se edificaron campamentos y chozas en estas tierras de la Orden de San Agustín. Se podría considerar este hecho como el primer intento de fundación. Se hicieron sucesivos intentos de fundación como refugio de los españoles de la guerra de Arauco, sin resultado alguno.
Se considera el primer intento de fundación es por parte del Gobernador Tomás Marín González de Poveda en 1692, cercano a la confluencia de los esteros Baeza y Piduco, en un lugar indeterminado, donde trazo calles y plaza. Terreno inadecuado y agrícolamente pobre, por lo que su asentamiento desapareció.

## Fundación de San Agustín de Talca
En la casa y sitio que era de la viuda Isabel de Mendoza y Valdivia, fue el centro de una gran parte del corregimiento de Maule. Los estancieros de Cauquenes, Purapel, Loncomilla y Putagán, Rauquén, Huenchullami, Vichuquén, iban allí a sus prácticas religiosas. La Orden de los Agustinos, se había instalado desde 1651. Este formó el centro de desarrollo y político del partido del Maule, donde las milicias y el buen gobierno se reunían allí.

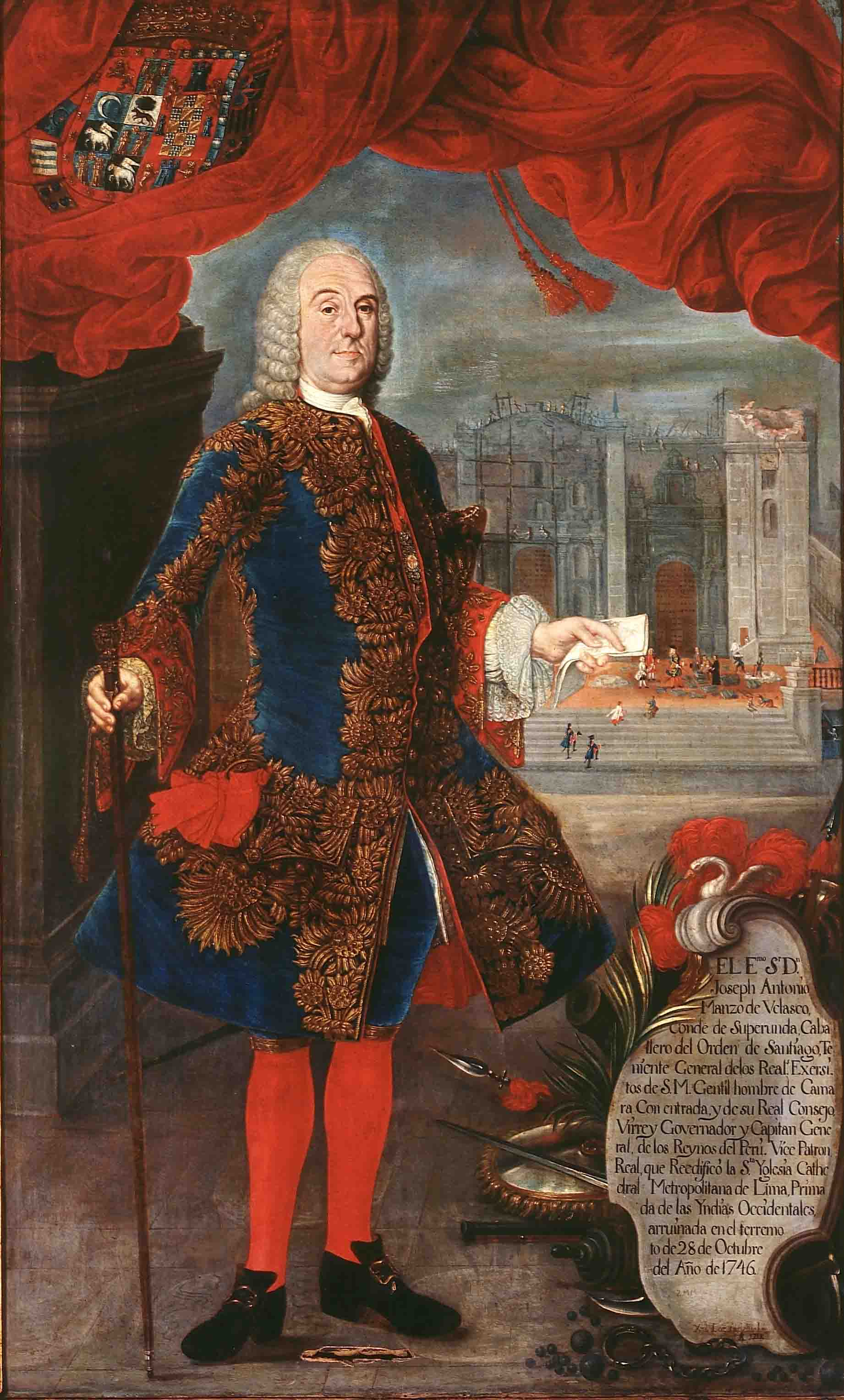
José Antonio Manso de Velasco

José Antonio Manso de Velasco recibió instrucciones sobre fundación de ciudades, entre Quillota y el río Biobío, discurrió fundar una ciudad en el asiento de Talcamo. Esta era la tercera vez que se iba a empeñar en esta tarea la autoridad real, después de los intentos de 1655 y de 1692.
Con esto en mente, en enero de 1742 Manso de Velasco ofició al corregidor Juan Cornelio de Baeza de fundar la villa, con tal de reunir vecinos. Los Agustinos ya habían dado a conocer su interés por 
El Gobernador del Reino Manso de Velasco, arribando al Maule el 12 de mayo de 1742, fecha de su acta de fundación.

Acta de Fundación de San Agustín de Talca

Talca, 12 de mayo de 1742.

En Talca, partido del Maule, en doce días del mes de mayo de 1742 años. El señor don José Manso de Velasco, caballero del orden de Santiago, de el Consejo de su majestad, mariscal de campo de sus reales ejércitos, gobernador y capitán general de este reino y presidente de su Real audiencia, dijo : que por cuanto ha llegado a este paraje de Talca con el fin de disponer la población de españoles que tiene determinado hacer, y que se haya ya elegido el paraje que ha parecido más apropósito en estas cercanías, a contentamiento de el vecindario y de muchos de los pobladores, y con efecto lo es por hallarse en el todas las buenas calidades que se pueden desear. Por tanto en conformidad de los repetidos órdenes de su majestad y por ceder en su real servicio, lustre de este reino, utilidad general y bien espiritual y temporal de el crecido número de habitadores que existe en este partido; acordó que en el paraje elegido, que esta a la parte del sur de el convento de el señor San Agustín en distancia de cuatro cuadras, se funde y erija la población de españoles con vecindad formal, y desde luego poniéndole en ejecución el nombre de su majestad (que Dios Guarde) la erije y funda a mayor honra y gloria de Dios Nuestro Señor con el nombre de San Agustín de Talca, que ha de ser su titular; y concede a todos lo pobladores que en dicha población se avecindaron con casa y vecindario formal, todos los privilegiados, libertades franquezas e inmunidades que por derecho y leyes de el reino deben gozar como tales pobladores, y hacerles mercedes de algunas tierras de aquellas que hubieren vacas en este partido de esta banda de el río de Maule, lo que ejecutara luego que estén poblados y conste de la vacante de las tierras. Y reservo ampliarles las dichas mercedes y franquezas a proporción de sus facultades, y erigir la población en villa o ciudad según el estado que en adelante tuviere y lo que creciere y aplicación que sobre sus adelantamiento se reconociere en el vecindario y pobladores; en cuyo punto asegura hacer a su majestad las consultas que se ofrezcan para que les conceda mayores privilegios. Y mando que corra la comisión conferida al corregidor de este partido en el auto de diecisiete de enero para que hiciese delinear la población con la regular acostumbrada traza de plaza, calles y la demás competente, así en su latitud como en su longitud, poniéndolo todo en buena disposición, como que es para una población que se espera vaya en aumento según el fervor que se reconoce en el vecindario y necesidad que de ella se tiene y fertilidad y abundancia de el paraje, y para que distribuyese solares a los que hayan de poblar, para lo que reproduce la facultad concedida. Y mando que en su virtud, luego proceda el dicho corregidor don Juan Cornelio de Baeza a hacer la delineación dejando competente terreno para ejidos y dehesas, y en el contorno de la población algunos solares sin distribuir para propios de ella. Y poniendo mojones y linderos fijos para que en todos tiempos conste de las tierras que pertenecer a dicha población; y asignara los solares a los pobladores según la esfera, mérito y calidad de cada uno, su familia y estado; dando eficaces providencias para que con la mayor brevedad hagan todos sus casas, y asignándoles para ello cierto término;  con apercibimiento de decaer de la merced y de incurrir en las penas que el rey impone por su real cédula a los que rehúsan vivir en sociabilidad y poblado no teniendo justo motivo de excusa. Y que por cuanto pudieran ofrecérseles al dicho corregidor algunas precisas ocupaciones de sus oficio que por algún tiempo le embaracen la atención al mayor adelantamiento de la población; para que esta con pretexto alguno no pare, nombró por comisionario de ella, en ausencia, enfermedades y precisos embarazos del corregidor a don Mauricio Morales, con las mismas facultades; y uno y otro por su orden las ejercerán, dando a cada uno de los pobladores instrumento bastante que le sirva de título del solar que le asignaren, poniendo en el las condiciones que contiene la instrucción. Y así lo proveyó, mando y firmo su señoría, de que doy fe en este papel común por falta de el sellado. Don José Manso. Licenciado Duran. Ante mí Manuel Lumbier, escribano público de Cabildo y actuario de gobierno

Este lugar debía ser el centro de la nueva fundación, su plaza mayor, de donde sería sus calles.

## Asentamiento definitivo en la Villa
El gobernador Manso de Velasco nombró de asesor de corregidor Baeza a don Mauricio de Morales, con facultad de reemplazarlo. El gobernador le dio a Baeza las instrucciones a que debía ceñirse para la nueva fundación, estas fueron 

que donara los solares en proporción “a la esfera, méritos y familias” de cada poblador y que su ubicación fuera dada de modo que los más distinguidos estuvieran
Más próximos a la plaza. “Que construyan sus casas bajo pena de perder sus sitios”, le agregaba, y “que el cura traslade a la nueva población la iglesia parroquial” e igual cosa debía hacer el escribano del partido.

En octubre de 1743, volvió Manso de Velasco a Talca a hacer una inspección de los trabajos de la nueva población. Observó su estado próspero, sus calles bien delineadas, aunque de casas pobres, pues los hacendados no habían hecho las suyas. Esta actuación de los vecinos adinerados tenía una razón . Los hacendados, considerándose nobles, por descender de los conquistadores, tener tierras e indios, se resistían a hacer sus casas, pues, el hecho de avecindarse en una ciudad los colocaba en igual condición a la de los plebeyos, que adquirían también la condición de nobles por ser primeros fundadores de una ciudad.
Esta actitud movió al Gobernador Manso a dictar en Talca, el 12 de octubre de 1743, un bando por el cual se aplicaban serias multas a los que no se avecindasen. Estas medidas tuvieron, un pronto y favorable resultado. Desde fines de 1743, principiaron a avecindarse sus principales y que veían también garantizada su calidad por las llamadas  “Constituciones de la Villa de Talca”.
Eran estas las disposiciones constaban en el bando de 29 de mayo de 1743, dictado en conformidad a la real cédula de 5 de abril de 1744. Este documento fue entregado al Cabildo y conservado rigurosamente por él.
En estas Constituciones se reglamentaba el estado de los nobles, de los vecinos y de los que no lo eran, y se fijaban sus derechos y prerrogativas. Decían que los vecinos tendrían el libre comercio de sus bienes. “Los hacendados que puedan proporcionarse el privilegio. Los que gocen de ello, su hijo y descendientes, sólo por condición que contribuyan a las obras públicas”. Quedaban exento de obligación, los vecinos hacendados toda clase de servicio personal como eran los militares, judiciales, conducción de presos y de correos, a que estaban obligados como simples vecinos. A dichos hacendados solo debían concurrir a la defensa del reino y a las ordenanzas de buen gobierno. Los comerciantes radicados, sólo ellos podían vender en la naciente Villa. Los que establecieran pulperías no pagarían derecho real por diez años. Se autorizaban por tres días, y tres veces al año, tener ferias, libres del real derecho. Solo los pobladores podían ser cabildantes. Estas disposiciones dejaron contento al vecindario que veían sus fueros resguardados y sin las cargas de la guerra.
El adelanto material había avanzado rápidamente desde la toma de posesión de defensa del Reino y a las ordenanzas del día 12 de mayo de 1742, hasta esta fecha de 1745. El Corregidor Baeza había gastado bastante actividad: publicaba los bandos, notificaba a los vecinos y les prometía honores y prebendas. Trasladó al cura y al escribano. Así pudo el 18 de abril de 1744, hacer el primer padrón general de la naciente villa y dirigir al Gobernador Manso de Velasco una relación de su estado y le decía:

Por el orden antecedente se sirve vuestra excelencia mandarme que haga un proyecto y relación verdadera de el presente estado en que se halla esta nueva población de San Agustín de Talca. Con las expresiones que se contiene en dicho mandamiento y, en su cumplimiento certifico y hago manifiesto a vuestra excelencia, que luego que se sirvió de cometerme y conferirme sus órdenes para dicha fundación y nombrar por patrón y tutelar de ella al glorioso San Agustín, cuya iglesia y convento de sus hijos religiosos se hallaba de tiempo inmemorial en dicho asiento, fue lo primero delinear la plaza en el lugar más cómodo y proporcionado para ciudad, que se formó de cuatro cuadras en su contorno, una por cada costado de los cuatro que la componen; y siguiendo la traza se delinearon seis calles, todas cuadradas, que cada una en su longitud consta hasta lo presente de seis cuadras, todo bien arreglado para que así se distribuyesen solares a los vecinos fundadores, y a proporción de las fuerzas de su caudal para que edificasen en aquel solar que les fue asignado. Presupuestas estas diligencias se hizo repartimiento a los vecinos de este dicho partido, de los cuales los que han edificado casas y se hallan viviendo en ellas con sus familias hasta el día presente son noventa, que por sus grados, nombres y apellidos son los que se siguen:

Después de esta aclaración, sigue Juan Cornelio de Baeza, enumerando a los vecinos, sin expresar su proximidad o colocación dentro del plano de la nueva ciudad. Su número alcanza a ochenta y nueve, incluyendo a todos, ya fueran nobles o plebeyos, hacendados o maestros en artes menores, hasta el indio de oficio de verdugo, Juan.
Esta pequeña población de 89 familias, que se habían agrupado en los alrededores de la Plaza Mayor, sitio de los Perales, a cuatro cuadras del convento de los Agustinos, o sea “sito y casas que habitaba don Gil de Vilches y Aragón”,  formó una población, compuesta principalmente de hacendados y de vecinos pobres. Los terratenientes tanto del norte como del sur del Maule trajeron a sus familias y levantaron sus casas. Así vemos en este primitivo grupo de familias, a los Silva, Sepúlveda, Martínez de Vergara, de la Fuente, Besoain, Nieto de Silva, Rojas Vilches, Molina, Aguirre, de la Torre, Aliaga, Henríquez, Verdugo, Olave, Velasco, Oróstegui, Albuerna, Arellano, Olivares, Toledo y Morales.
El número de vecinos fue aumentando. Ante tan buen resultado, pensó Manso de Velasco en darle un Cabildo propio, en virtud de las facultades que les conferían las reales cédulas, determinación que atraería más a los vecinos acomodados y los obligaría a radicarse en la naciente villa, donde los honores y prerrogativas los podían elevar “ al estado noble” preocupación constante de esa época.
Por decreto de 9 de diciembre de 1744, nombró Manso de Velasco el primer Cabildo de la villa de San Agustín de Talca, con funciones para todo el año de 1745. Los miembros de este primer cabildo fueron: Francisco de Silva, para el cargo de Alcalde Ordinario de primer voto; José de Aguirre para Alcalde de segundo voto; a José Joaquín de Oróstegui, para Alférez real, y regidores los señores José Besoain y don José Hilarío de Velasco; Alcalde Mayor provincial a Bernardo de Azocar Hurtado de Mendoza y San Martín. Todos eran ricos hacendados y vecinos de la villa.
La nueva población continuo con su crecimiento y adelanto material, se siguieron avecindando nuevas familias y construyendo nuevos edificios públicos y privados. El día 8 de marzo de 1745 el corregidor Baeza volvió a informar sobre el estado de la villa, informe en el que dice: viven 124 familias,  de los cuales 100 con sus casas; 24 con solares, de estos 14 cimentado y 10 con posesión. En el mismo informe agrega, que la ciudad tiene cuatro puentes, dos iglesias y el edificio de la cárcel en construcción, pues sus murallas están en estado de terminarse. Las dos iglesias eran el convento de los agustinos y la iglesia parroquial, levantada esta por el sacerdote Antonio de Molina y Cabello. El 12 de septiembre de 1746, el cura Molina recibió de los vecinos la suma de 15.000 pesos. En 1750 principiaron a levantar una capilla los franciscanos.
Desde 1742 a 1760 se anotan más familias. En el censo levantado por el corregidor Francisco de Echagüe, el 16 de octubre de 1760, la villa aparece 143 familias, 20 eran las nuevas, entre la que podemos anotar a los Cruz, Vergara, Opazo, Gajardo Guerrero y Bravo Denaveda.

## La Orden de los Agustinos
El mejoramiento económico, producido principalmente por el comercio de ultramar, despertó la ambición de la Orden, que vieron sus pobres tierras, convertidas en fértiles y productivas en manos de los esforzados pobladores. La Orden planificó recuperar las tierras y para este hicieron un plan. Los residentes en el convento de Talca, se reunieron el 5 de noviembre de 1744, bajo la presidencia del R. P. Lorenzo Guerrero, prior del convento; del R. P. lector jubilado, fray Luis Caldera, prior provincial de la Provincia; y los RR. PP. José Solís, Alonso Soto, Justo Vélez, etc. El provincial de la Orden manifestó que aunque la donación se había hecho sin fijar el número de cuadras y sin consultar al convento, venían ahora a expresar la cantidad de cuadras donadas. Todos estuvieron de acuerdo de dar solamente “seis cuadras a cada costado de la plaza. Los encargados de la orden se reunieron posteriormente sin encontrar nada en contra de los hacendado vecinos. 
En 1749 llegó a hacerse cargo de la Orden, Fray Nicolás Gajardo Guerrero, de carácter fuerte y temerario. El enterado con el acuerdo de su convento, se manifestó indignado de que sus hermanos no hubieran hecho respetar sus derechos. No pudiendo contenerse montaba a caballo y se dirigía a las chacras de los vecinos a destruirles sus sembrados y obras. Atacó increíblemente a los débiles. Los vecinos sufrieron sus amenazas y tuvieron que sufrir muchos hombres que temían defenderse. En un principio trató de cobrarles arriendo por las tierras ocupadas y al resistirse los pobladores los atacó. La actitud del Cabildo puso fin a estas actividades de la Orden. Los agustinos habían tenido su supremacía durante siglo y medio, desde la llegada de Gil de Aragón hasta la fecha de la fundación de Talca.

## Compañía de Jesús en la Villa
El Gobernador Manso de Velasco dio todas las facilidades a la nueva orden de los jesuitas instalarse en todo el reino de Chile. En Talca donó los terrenos para su respectivo asentamiento. El decreto de 10 de junio de 1748, que autorizó su establecimiento, les imponía la obligación de fundar colegios. La Orden fue muy bien recibida y su primer superior, fray José Guzmán. Así se hicieron de ricas tierras superando las 1.000 cuadras de extensión. 

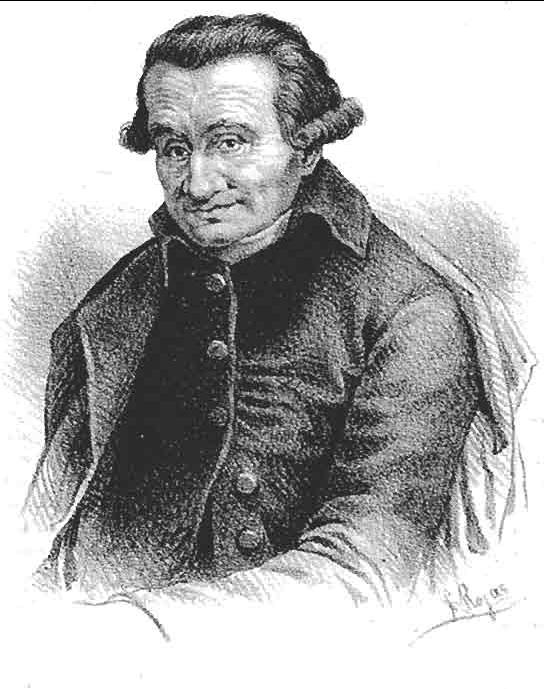
Retrato de Juan Ignacio Molina

La gente más rica de la Villa encabezados por el genovés Juan de la Cruz y Bernardotte y su esposa Silveria Bahamonde y Herrera, quien fue la gran protectora de los jesuitas. Doña Francisca González Bruna, viuda del maestre de Campo don Agustín de Molina y Narveja, fue también una gran devota de la orden, en cuyo seno profesó su hijo Juan Ignacio Molina, el más tarde célebre naturalista e historiador.
Construyeron su iglesia, en cuyos trabajos les ayudó Juan de la Cruz y Bernardotte, que tenía algunos conocimientos de arquitectura, y había llegado a la nueva villa traído desde Concepción por el Gobernador Manso, lo encontró entre los tripulantes de la escuadra del Almirante Pizarro, para que enseñara a los vecinos de Talca a construir sus casas. El genovés ayudó con 500 pesos para los gastos y con trabajo de arquitectura a los jesuitas. La orden tuvo que sufrir la desgracia de ver arrebatada por las llamas la reciente construcción, pero infatigables y alentados por la cooperación del genovés, la levantaron de nuevo, más espléndida, llena de imágenes y con ricas ornamentaciones. 

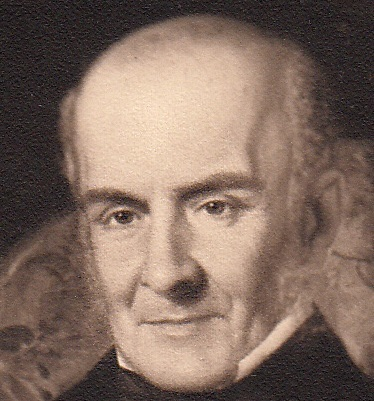
Retrato de Pedro Nolasco Vergara Albano (1800 - 1867)

Los hijos de los vecinos más acomodados se educaron en este primer colegio,  fueron llamado Colegio de Nobles, por la calidad del alumnado. Los hijos de sus protectores, Juan , Vicente, Juan Manuel, Anselmo e Isidoro Cruz y Bahamonde, fueron sus primeros alumnos, y también estudiaron en él los hermanos José Antonio y Juan Ignacio Molina, el más tarde célebre naturalista e historiador. 
Allí el futuro Abate Molina recibió de manos de estos religiosos sus primeras lecciones. Como era de una inteligencia privilegiada, pronto pudo a temprana edad, con la autorización de sus maestros, enseñar también las primeras letras. Tuvo un grupo de alumnos entre los que se hallaron don Vicente de la Cruz y Bahamonde, sus hermanos Faustino, Jacinto, Juan Esteban, Juan Manuel, Ignacio, Anselmo de la Cruz y Bahamonde, Juan y Nicolás, Bernardo O'Higgins , Ignacio y Dionisio Brisio de Opazo y Castro, Francisco Olivares y Rojas, Ramón Ramírez, Pedro Nolasco Vergara Albano, Juan Diego, Casimiro, Nicolás y Carlos Manuel Albano Cruz. Todos estos jóvenes recibieron lecciones, desde la edad de siete años. A la expulsión de los jesuitas del Reino y por ende de Talca, la educación quedó a cargo del Cabildo, que pagaba a un profesor de primeras letras 150 pesos anuales.
El día 8 de abril de 1793 acordó esta corporación arrendar una casa para un seminario donde educar a los jóvenes. Este establecimiento estaba funcionando desde años atrás, pues don Ambrosio O’Higgins, que visitó Talca en ese año, dice que en él se enseñaban las primeras letras y latinidad, a donde concurren los jóvenes.

## Real cédula de S.M. otorga el título de ciudad
Don Carlos IV , en representación del 14 de junio de 1794, acompaña de un testimonio, expuso el presidente de la Real de Chile, Don Ambrosio O´Higgins, por lo tanto mando de aquí en adelante la referida Villa de San Agustín de Talca , pueda llamarse Ciudad, poniéndose así en todas las Cartas, Provisiones y Privilegios que expidieren por este rey y por mis sucesores. Dado en Aranjuez a 6 de junio de 1796. Título de ciudad a la Villa de San Agustín de Talca en el distrito del Reino de Chile
Juan Manuel de la Cruz y Bahamonde fue el encargado de traer y dar a conocer la Real cédula del 6 de junio de 1796 que señala en su carta:.

Exmo Sor

Don Juan Manuel de la Cruz, Capitán de Caballería del Regimiento del Príncipe, con mi mayor rendimiento padezco ante V. Exelenciay digo: que después de muchas prolijas y costosas diligencias para justificar el estado de población, su calidad, bienes y demás proporciones territoriales de la Villa de San Agustín de Talca, á intento de alcanzar de la Soberana Gracias en Honorífico Título de Ciudad, que mis hermanos, y yo deseamos para nuestra Patria, hemos merecido en fin, que el Rey Nuestro Señor, que dios guarde, se dignase mandar despachar el Título de Ciudad, correspondiente á la mencionada Villa, como consta de su Real cédula fecha de Aranjuez a seso de junio último que debidamente , presentó: en cuya atención 
	A V. Excelencia pido y suplico que habiendo por presentada diganamente dicha Real Cédula, se sirva mandar tomar razón de ella, noticiarla, y cumplir como corresponde, que es Justicia
							Juan Manuel de la Cruz 
Santiago, 21 de noviembre de 1796
Vista al Ministro Fiscal con el Real Título presentado
							AVILES.

								Ugarte